# Щукін Сергій Іванович
Щукін Сергій Іванович (1854, Москва — 1936, Париж) — російський (московський) купець і колекціонер картин авагардних художників Франції.

## Московські купці-мільйонери
В кінці 19 і на початку 20 століття найбільш впливовими в Москві були п'ять родин купців мільйонерів — Бахрушини, Морозови, Найдьонови, Щукіни, Третьякови. З останньої родини походив Третьяков Павло, засновник і 1-й володар Третьяковської галереї, спеціалізованої на національних російських художниках.
Колекція картин Сергія Шукіна художників Франції після вимушеної еміграції залишилась в Москві, а пізніше була поділена між двома музеями Росії в Москві і Ленінграді.

## Сергій Щукін і його збірка
Три брати Щукіни — Дмитро, Сергій і Петро — походять з родини старообрядців. Сергій отримав бізнесову освіту у Вищій комерційній Академії міста Гера, Тюрингія. Був спадкоємцем бізнесу батька. Переказували, що мільйонером Сергій став під час всеросійського страйку 1905 року, коли в паніку скуповував за безцінь текстиль.
Ще у 1882 році Сергій викупив палац князів Трубецьких разом з колекціями зброї і картинами передвижників. Ні зброя, ні передвижники його не цікавили, тому він придбав усе це заради декількох картин художника на ім'я Фріц Таулов (1847—1906) з Норвегії. Вони були підмурком майбутньої збірки.
Розвиток колекції припинила війна та революція, Щукін зупинився на 264 картинах. Він та Морозов, двоє московських купців, були найкращими інвесторами в історії. За оцінкою аукціонного будинку Сотбіс уся колекція Щукіна це $8 500 000 000.

## Колекціонерство
Колекціонерством картин Сергій захопився у віці 40-50 років. Зате його цікавили здебільшого сучасні майстри Франції. Його добре знали відомі маршани Парижу — Поль Дюран-Рюель, Амбруаз Воллар тощо. Це у Воллара Сергій Щукін придбав вісім своїх «Сезаннів». Збірка також мала картини Клода Моне, Гогена, Джеймса Вістлера, Пюві де Шаванна, Поля Сіньяка, Анрі Руссо, Матісса .
На відміну від зачиненого для усіх палацу колекціонера імпресіоністів Франції Івана Морозова, Сергій Щукін відчинив двері свого палацу для відвідин у 1909 році. Про шокуючі враження залишили спогади різні мемуаристи — від художників до пересічних аматорів. Консервативні викладачі Московського художнього училища навіть забороняли своїм учням відвідини особняка Сергія Щукіна.

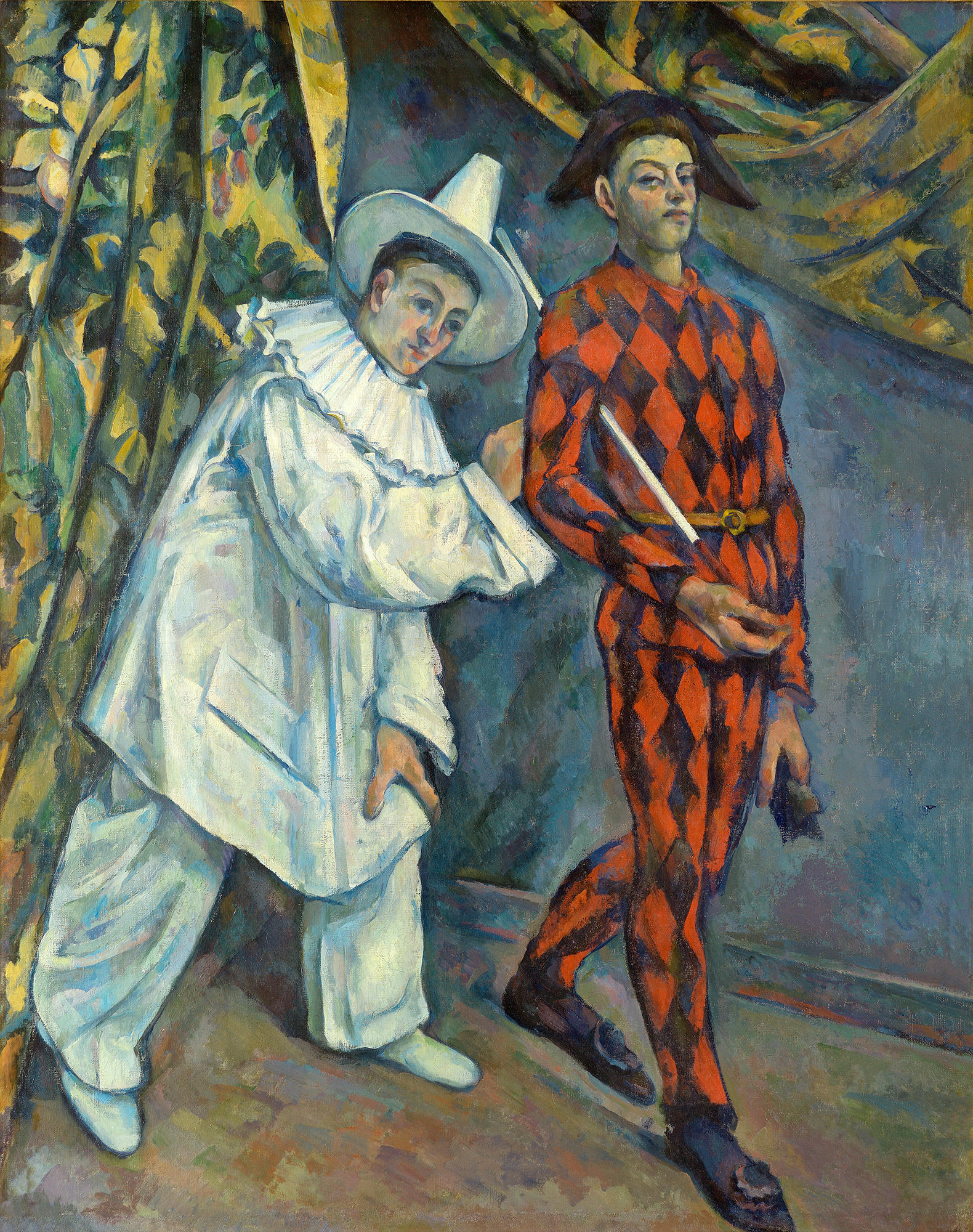
«П'єро й Арлекін на Пасхальні свята», Сезанн, Москва
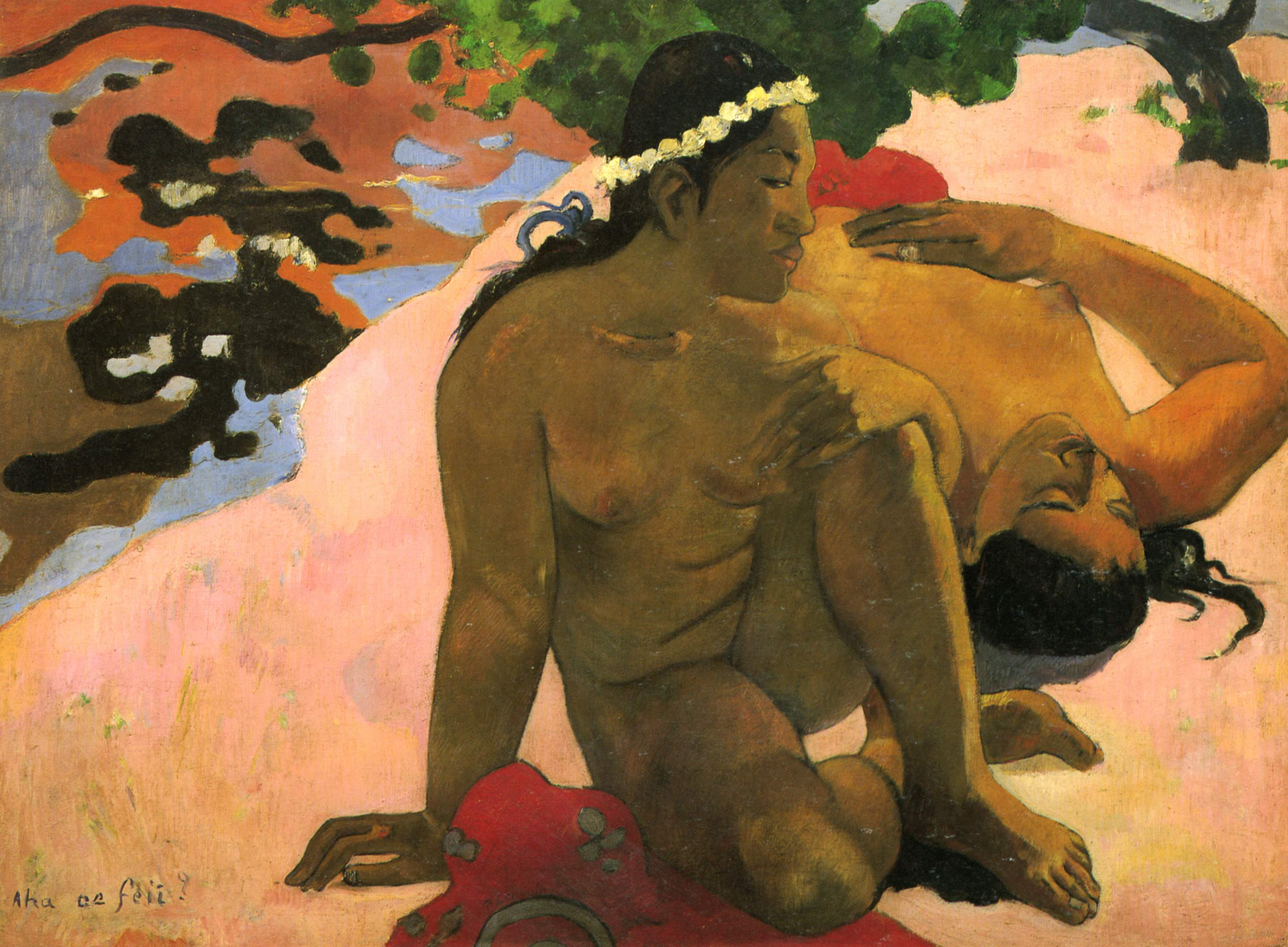
«А, у тебе ревнощі?», Поль Гоген, Москва
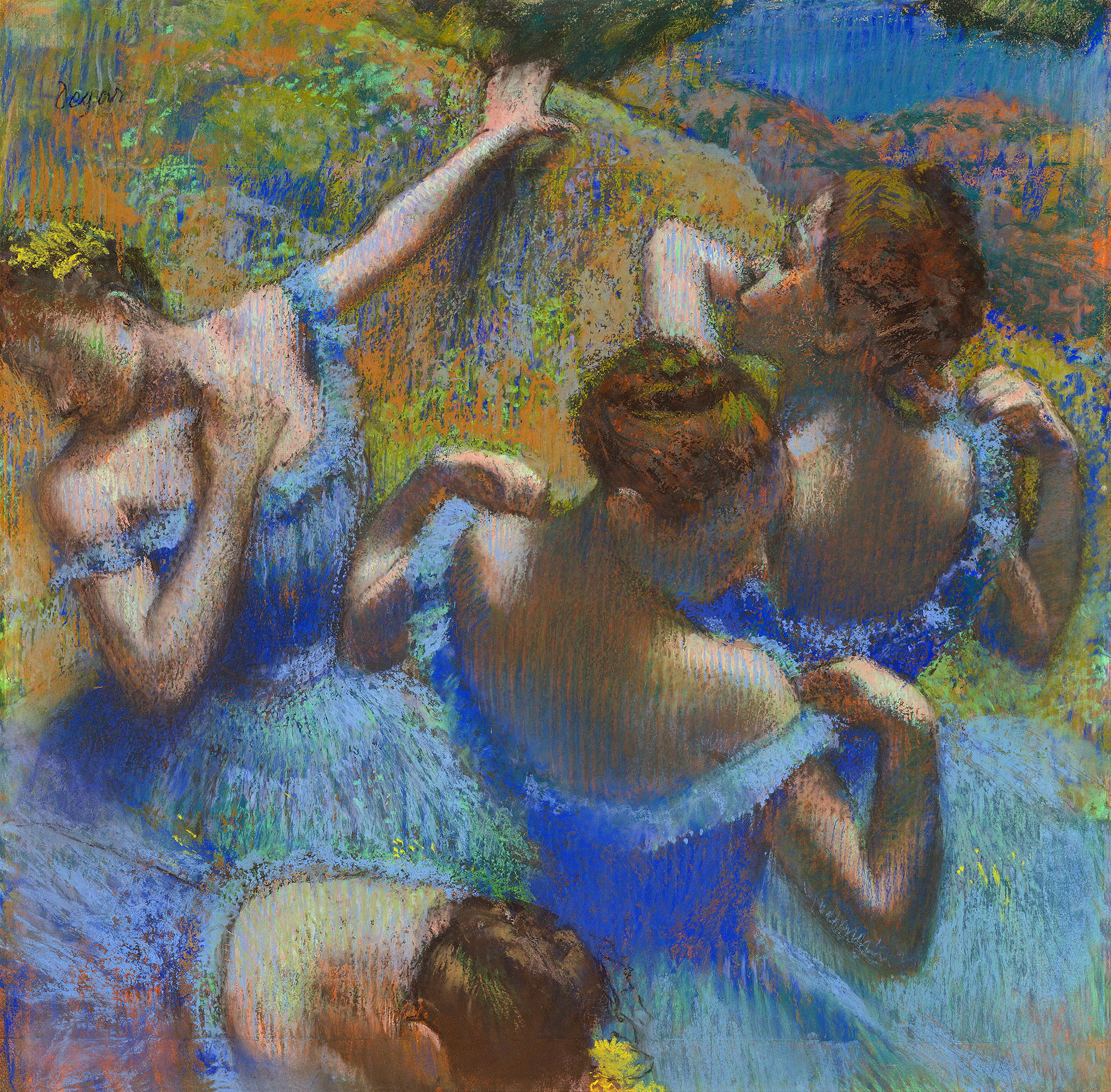
«Танцівниці в блакитному», Едгар Дега, пастель, Москва.

## Вимушена еміграція
Восени 1919 року, коли голодна і хвора Росія потопала в крові і розбраті, Сергій Щукін емігрував у Німеччину. Він ще до більшовицького перевороту 1917 року переводив гроші на особистий рахунок в Берліні, аби вчасно розплачуватись за картини. Рятуючи своє життя, він покинув свою колекцію в Москві. Гроші добре згодилися йому у вимушеній еміграції. Він оселився в Ніцці, а помер в Парижі в 1936 році. Похований на цвинтарі Монмартр.